# Kulturhistorisches Museum de Magdebourg
Le Kulturhistorisches Museum (musée culturel et historique) est un musée situé à Magdebourg en Allemagne. Il a été fondé en 1906 sous le nom de Kaiser-Friedrich-Museum (musée Empereur-Frédéric). Son adresse est Otto-von-Guericke-Straße 68–73, à quelques mètres de la cathédrale de Magdebourg. Il est dirigé par Mme Gabriele Köster.
Il s'est enrichi au fil des années grâce à des dons privés. Gravement endommagé par les bombardements américains de janvier 1945, il a été restauré et en partie reconstruit. Il appartient désormais à la liste des monuments protégés.

## Œuvres
La salle Empereur-Othon (Kaiser-Otto-Saal) abrite le joyau du musée : le groupe sculpté original du Cavalier de Magdebourg datant de 1240 et qui représente l'empereur Othon le Grand qui avait fait de Magdebourg sa résidence préférée. Cette statue se trouvait autrefois sur la place du Vieux-Marché. On remarque aussi dans cette salle la fresque en trois parties de la Vie d'Othon le Grand d'Arthur Kampf (1905-1906).

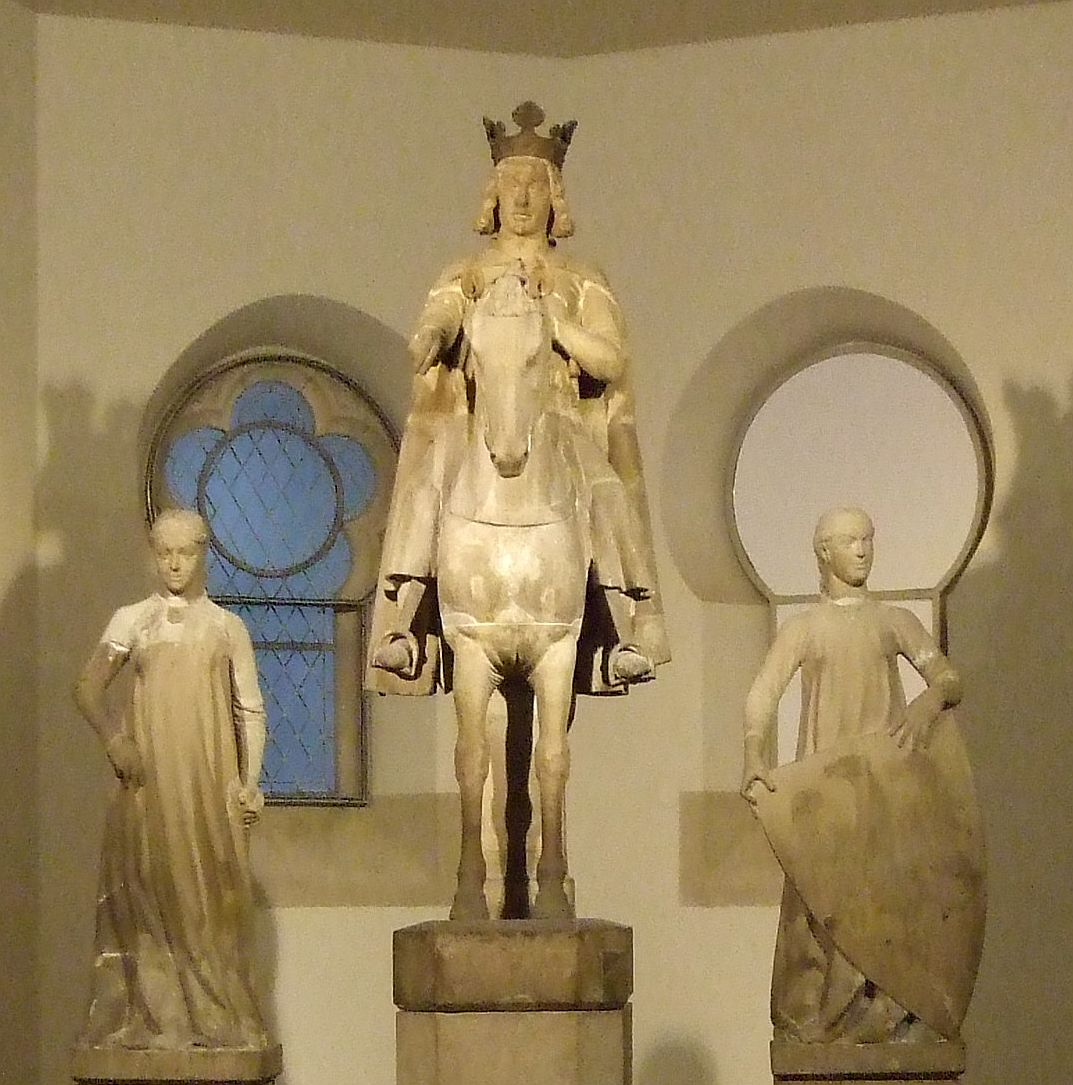
Le Cavalier de Magdebourg.

- Archéologie : 400 000 pièces sont entreposées au musée en provenance de toute la région, mais aussi de France de la région du Rhin et de la Moselle, de Hongrie, de Moravie et d'Italie, donnant un aperçu exhaustif de la préhistoire.
- Moyen Âge : des pièces remarquables de la région de Magdebourg sont exposées, comme l'Adoration des rois mages.
- Histoire de la ville : 10 000 objets concernent l'histoire de la ville, ancienne capitale de l'archevêché de Magdebourg au sein du Saint-Empire romain germanique, jusqu'à son histoire récente.
- Médailles et monnaies : 11 000 pièces de monnaie, 2 400 médailles font partie des fonds.
- Militaria : 1 400 objets concernent ce domaine avec entre autres des hallebardes du XVIe siècle, des canons du XVIIe siècle, etc.
- Mobilier : 800 pièces
- Tableaux : 1 100 pièces, dont une pièce maîtresse de Cranach l'Ancien, Adam et Ève.
- Section d'art graphique : 4 500 gravures, 30 000 gravures imprimées, 10 000 ex-libris.
- Artisanat : 5 000 objets.
- Textiles : 1 250 objets.
- Histoire scolaire, dont de nombreuses pièces du temps de la République démocratique allemande.
- Bibliophilie : 58 000 objets.

## Illustrations

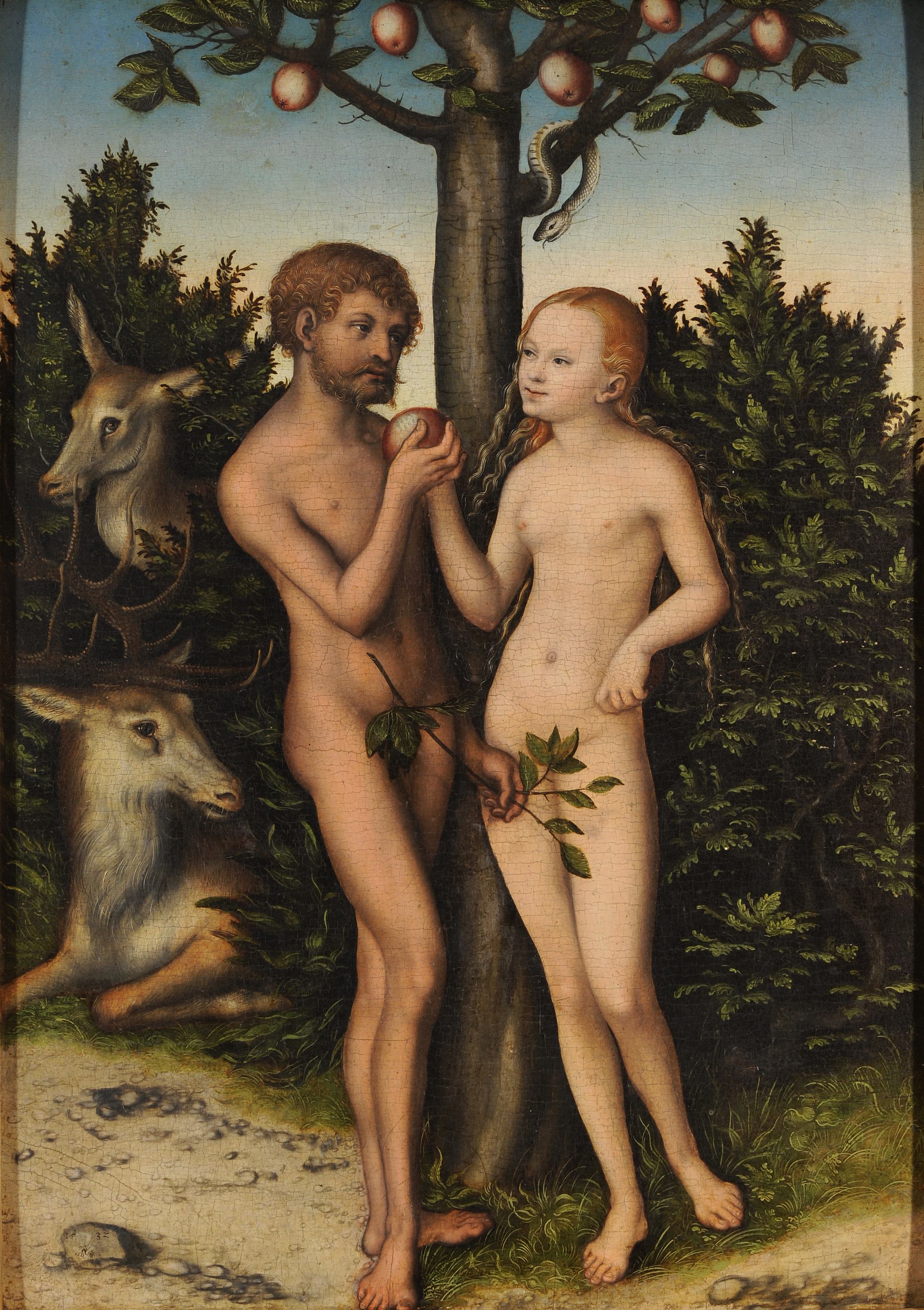
Adam et Ève de Cranach l'Ancien (1532)
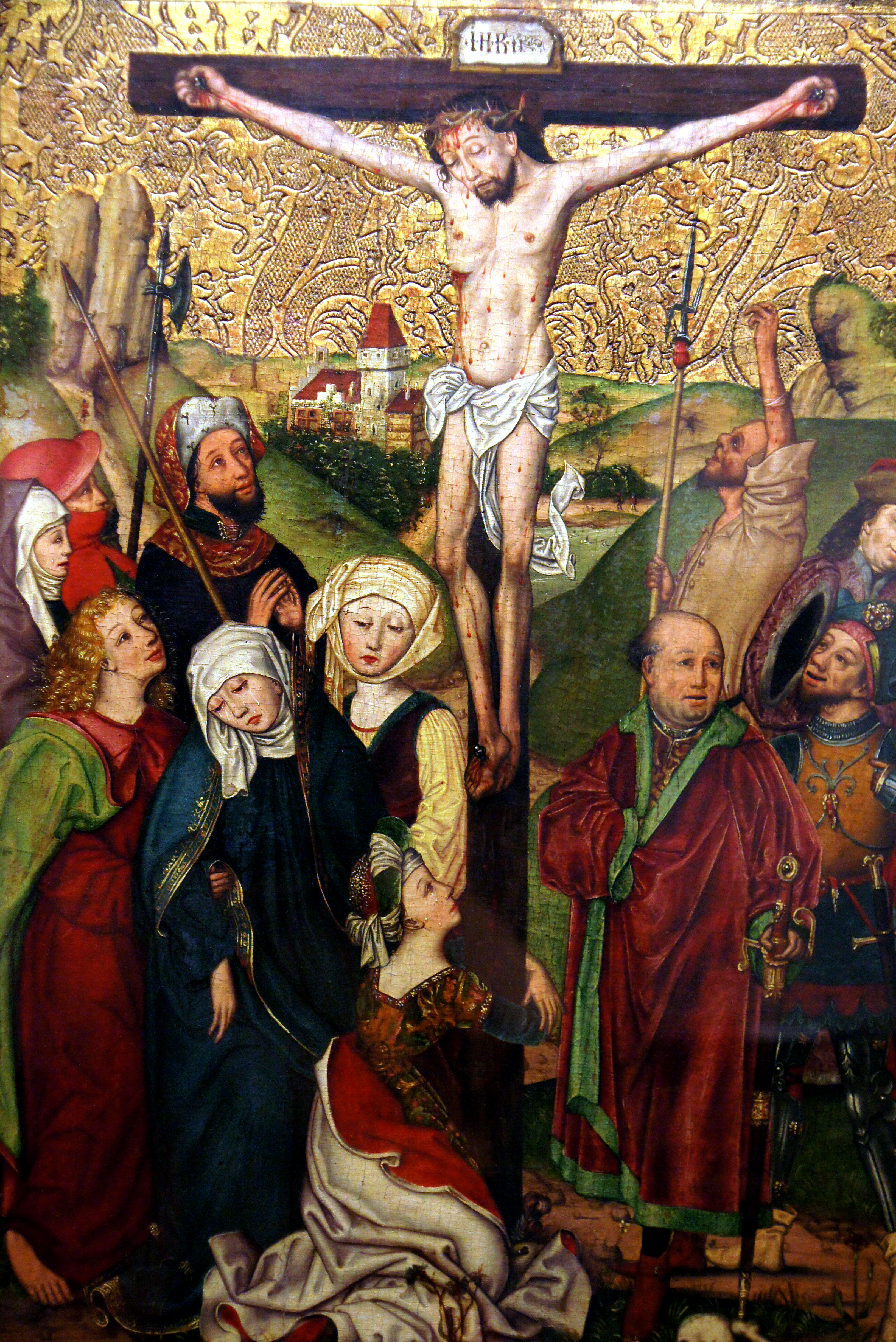
Crucifixion, école de Wolgemut (vers 1490)
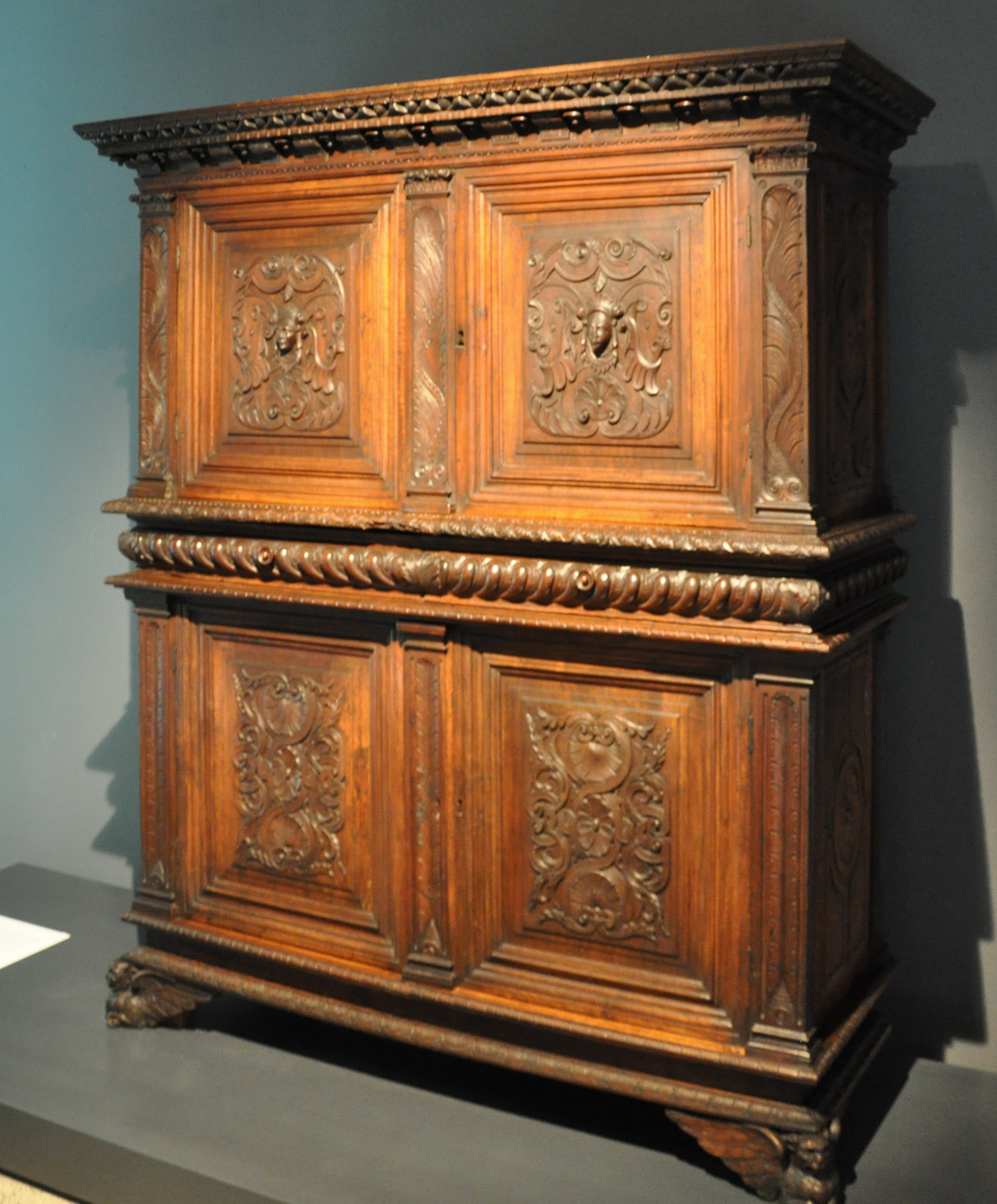
Cabinet Renaissance de Gênes
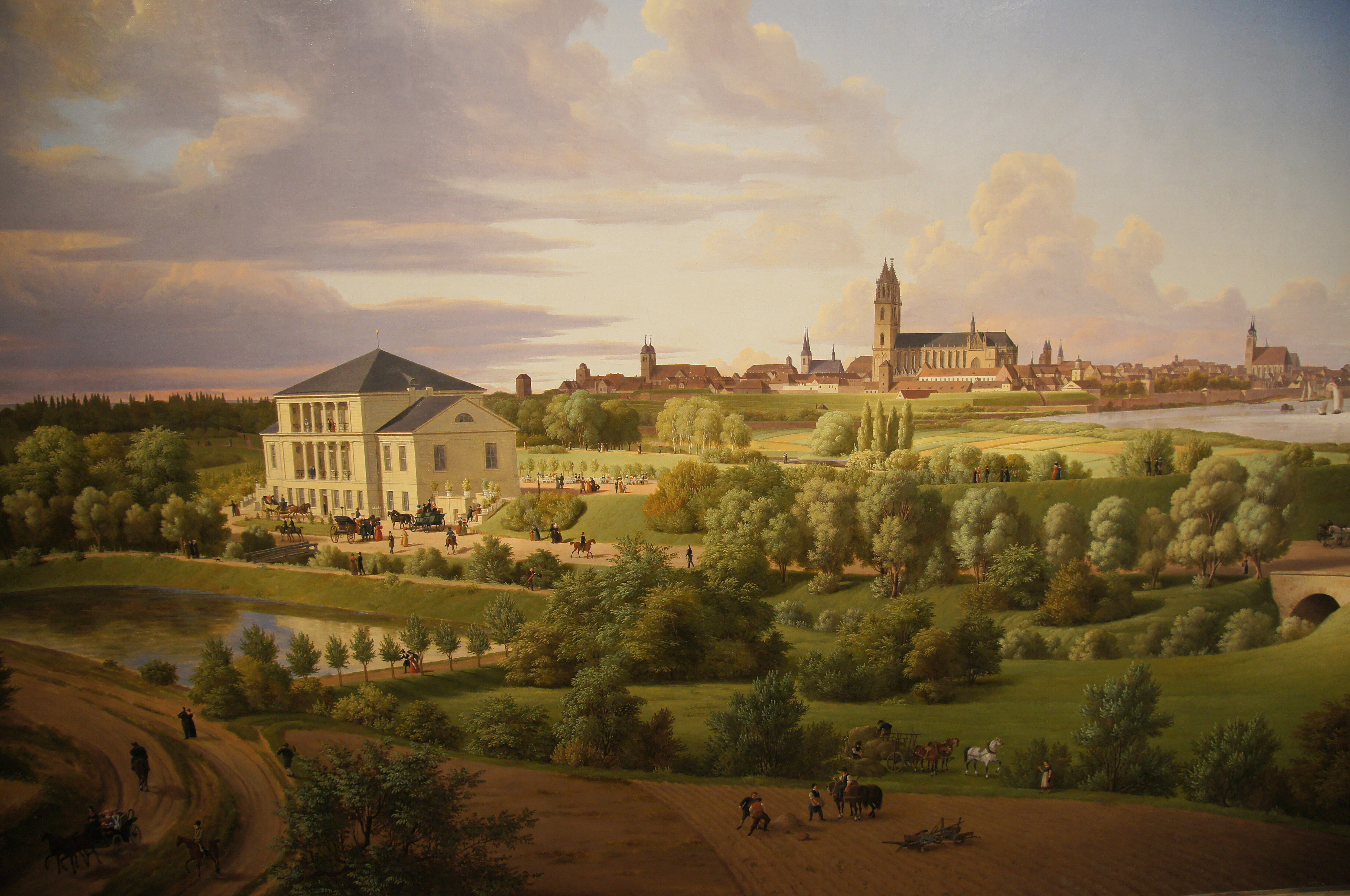
Vue de Magdebourg par Carl Hasenpflug (1831)